# Ракетное топливо
Раке́тное то́пливо — вещества, используемые в ракетных двигателях различных конструкций для получения тяги и ускорения ракеты посредством энергии химической реакции (горения).
Не следует путать ракетное топливо с рабочим телом нехимических ракетных двигателей, например ядерных или электрических.

## Понятие
Ракетное топливо — одно или более высокоэнергетических веществ питания ракетного двигателя для создания им тяги. С развитием ракетной техники идет развитие новых видов ракетных двигателей, например, ядерных ракетных двигателей. Ракетное топливо может быть химическим (жидким и твёрдым), ядерным, термоядерным.
Жидкое химическое ракетное топливо состоит из двух компонентов: окислителя и горючего, которые находятся в ракете в жидком состоянии в разных баках. Смешивание их происходит в камере сгорания жидкостного ракетного двигателя, обычно с помощью форсунок. Давление компонентов топлива создается за счет работы турбонасосной или вытеснительной системы, в работе которых также могут участвовать компоненты топливной пары. Кроме того, компоненты топлива используются для охлаждения сопла жидкостного ракетного двигателя. Жидкие ракетные топлива делятся на высококипящие, то есть находящиеся в жидком состоянии при температуре выше 298К (24,85 °C), и низкокипящие, которые для хранения и использования нужно охлаждать ниже 298К. Низкокипящие топлива, хотя бы один из компонентов которого должен находиться при температуре ниже 120К (−153,15 °C) называются криогенными.
Также применяются так называемые ракетные монотоплива, в которых и окислителем и восстановителем является одно и то же вещество. При работе ракетного двигателя на монотопливе происходит химическая реакция самоокисления-самовосстановления с участием катализаторов, либо двигатель работает только за счёт фазового перехода вещества монотоплива, например из жидкого состояния в газообразное.
Твёрдое ракетное топливо тоже состоит из окислителя и горючего, но они находятся в виде смеси твёрдых веществ.

## Группы (основные типы)
Ракетное топливо в достаточно условной мере может быть разделено на различные группы; в качестве основных групп обычно рассматриваются следующие:
- Электрореактивные: электроэнергия и рабочие тела.
- Ядерные: ядерное деление, синтез, распад изотопов.
- Химические: химические реакции, реакции рекомбинации свободных радикалов.
- Физические: потенциальная энергия сжатых газов.

## Типы

#### Химические ракетные топлива
- Твёрдые:
  - Чёрный порох
  - Карамельное ракетное топливо
  - Смесевое ракетное топливо
  - Нитроцеллюлоза
  - Металлы
  - Карбиды, нитриды, неорганические азиды и амиды металлов
  - Гидриды металлов
  - Комплексные гидриды
  - Перхлораты металлов
- Жидкие:
  - Жидкий водород
  - Метан сжиженный
  - Нефтепродукты (керосин)
  - Нафтил (РГ-1)
  - Синтин
  - Спирты
  - Простые эфиры
  - Амины
  - Нитрометан
  - Изопропилнитрат
  - Нитроглицерин, динитрогликоль и другие труднолетучие растворители
  - Гидразин и его производные, метилгидразин, несимметричный диметилгидразин (НДМГ)
  - Металлоорганические соединения
  - Растворы металлов
  - Бороводороды
  - Перекись водорода

#### Окислителидля жидких видов топлива
- - Жидкий кислород
  - Озон
  - Фтор
  - Фториды кислорода (OF2, O2F2)
  - Фториды галогенов
  - Перхлорилфторид
  - Фториды азота
  - Оксиды азота
  - Тетраоксид диазота (АТ)
  - Азотнокислотные окислители
  - Перекись водорода
  - Соединения благородных газов
  - Пероксиды, надпероксиды и неорганические озониды
  - Неорганические нитраты
  - Органические нитросоединения и эфиры азотной кислоты (алкилнитраты)
  - Хлорная кислота
  - Перхлораты неметаллов
- Гелеобразное
- Гибридное

#### Свободные радикалы
- Рабочие тела для электрореактивных двигателей.

#### Ядерные топлива
- Радиоизотопы.

## Топливо космических ракет и аппаратов
Вывод космических аппаратов за пределы земной атмосферы и разгон до орбитальных скоростей требует огромных энергозатрат. Используемые в настоящее время топлива и конструкционные материалы ракет обеспечивают соотношение масс на старте и на орбите не лучше 24:1. Поэтому масса космической ракеты на старте составляет сотни и даже тысячи тонн. Отрыв такой массы от стартового стола требует превосходящей реактивной тяги двигателей. Поэтому основное требование к топливу первой ступени ракет — возможность создания значительной тяги при приемлемых габаритах двигателя и запасах топлива. Тяга прямо пропорциональна удельному импульсу и массовому расходу топлива, то есть топлива с высоким удельным импульсом требуется меньше для вывода той же нагрузки на орбиту. Удельный импульс обратно пропорционален молекулярному весу продуктов горения, что означает низкую плотность высокоэффективного топлива и, соответственно, значительный объём и вес конструкции двигателя и топливной системы. Поэтому при выборе топлив ищут компромисс между весом конструкции и весом топлива. На одном конце этого выбора находится топливная пара жидкий водород+жидкий кислород с наивысшим удельным импульсом и низкой плотностью. На другом конце находится твёрдое топливо на основе перхлората аммония с низким удельным импульсом, но высокой плотностью.
Помимо энергетических возможностей топлива, учитываются и другие факторы. Неустойчивость горения топлив может приводить к отказам или взрывам двигателей. Высокая температура горения и состав продуктов сгорания топлив предъявляют повышенные требования к конструированию, материалам и технологии двигателей.
Криогенные топлива утяжеляют ракету теплоизоляцией, сужают выбор конструкционных материалов до хладостойких, усложняют проектирование и отработку. Поэтому на заре космической эры получили широкое распространение топлива, один или оба компонента которых не были криогенными: это топлива керосин + жидкий кислород и т. н. «вонючие» топлива, в которых качестве горючего использовались гидразин и его простейшие производные (ММГ, НДМГ), а окислителем были тетраоксид азота или азотная кислота. Эти топлива имеют вполне приемлемые характеристики, поэтому широко используются и в наше время.
Помимо технических факторов важны экономические, исторические и социальные. Криогенные топлива требуют дорогой сложной специфической инфраструктуры космодрома для получения и хранения криогенных материалов, таких как жидкие кислород и водород. Высокотоксичные топлива, такие как НДМГ, создают экологические риски для персонала и мест падения ступеней ракет, экономические риски последствий заражения территорий при аварийных ситуациях.
В ракетах для запуска космических аппаратов в настоящее время, как правило, используются четыре вида топлива:
- Керосин + жидкий кислород. Популярное, дешёвое топливо с великолепно развитой топливной инфраструктурой. Имеет неплохую экологичность, хорошую плотность. Лучшие двигатели обеспечивают удельный импульс (УИ) немногим выше 300 секунд при атмосферном давлении и около 335 секунд в вакууме. Используется в: РД-107А (РН «Союз-2.1б»), РД-180 (РН «Атлас-5»), РД-191 (РН «Ангара»), Мерлин (РН Falcon 9) и др.
- Несимметричный диметилгидразин («гептил») или монометилгидразин + тетраоксид азота («амил»). Чрезвычайно токсичное топливо. Однако высокая устойчивость горения, самовоспламеняемость топливной пары, относительная простота топливной арматуры, лёгкость хранения, хорошие плотность и энергетические характеристики предопределили его широкое распространение. Сегодня предпринимаются усилия по отказу от НДМГ. Возможность долговременного хранения пока не оставляет альтернативы этому топливу для двигателей многократного включения, используемых при орбитальном маневрировании космических аппаратов. УИ приближается к кислород-керосиновой паре. Используется в: РД-276 (РН «Протон»).
- Жидкий водород + жидкий кислород (LOX/LH2). Очень низкая плотность и чрезвычайно низкие температуры хранения жидкого водорода ставят под сомнение эффективность использования этого топлива в первой ступени ракет. Широко используется в верхних ступенях ракет-носителей, где приоритет тяги уменьшается, а цена массы растёт. Имеет великолепную экологичность. УИ лучших двигателей на уровне моря свыше 350 секунд, в вакууме — 450 секунд. Используется в: RS-25 (РН SLS, Спейс шаттл), Vulcain (РН «Ариан-5»), LE-7A[англ.] (РН H-IIB) и др.
- Смесевое твёрдое ракетное топливо на основе перхлората аммония. Дорогое топливо, требует высокой культуры производства. Широко используется в западном ракетостроении на первых ступенях (ускорителях) ракет благодаря своей высокой плотности, лёгкости получения значительной тяги и простоте конструкции твердотопливных двигателей. Из четырёх перечисленных топлив имеет самый экологически грязный состав продуктов сгорания. Типовой УИ — 250 секунд. Используется в боковых ускорителях МТКК Спейс шаттл, РН SLS, РН «Ариан-5» и др.

В настоящее время ведутся работы по внедрению перспективного криогенного топлива жидкий метан + жидкий кислород. Очень дешёвое топливо, по остальным характеристикам занимает промежуточное положение между топливными парами керосин + жидкий кислород и жидкий водород + жидкий кислород. Используется в: BE-4 (РН Vulcan, New Glenn), Raptor (SpaceX Starship) и др.